# بساط (الدقهلية)
قرية بساط هي إحدى القرى التابعة لمركز طلخا في محافظة الدقهلية في جمهورية مصر العربية. حسب إحصاءات سنة 2006، بلغ إجمالي السكان في بساط 10774 نسمة، منهم 5420 رجل و5354 امرأة.

## التاريخ
قرية بساط من القرى القديمة، واسمها الأصلي وقت الفتح الإسلامي لمصر بياستا (بالإنجليزية: Biasta)‏، وقد وردت باسم بسوط قروص في أعمال السمنودية ضمن قرى الروك الصلاحي التي أحصاها ابن مماتي في كتاب قوانين الدواوين، كما وردت باسم بساط قروص في أعمال الغربية ضمن قرى الروك الناصري التي أحصاها ابن الجيعان في كتاب «التحفة السنية بأسماء البلاد المصرية». وفي العصر العثماني كان اسمها في تربيع سنة 933هـ/1527م الذي أجراه الوالي العثماني سليمان باشا الخادم في عصر السلطان العثماني سليمان القانوني بساط قروص ضمن قرى ولاية الغربية، وفي تاريخ 1228هـ/1813م الذي عدّ قرى مصر بعد المسح الذي قام به محمد علي باشا باسم بساط ضمن قرى مديرية الغربية.